# Rue des Orphelins (Strasbourg)
Pour les articles homonymes, voir Rue des Orphelins.
La rue des Orphelins (en alsacien : Waisegass) est une rue de Strasbourg située dans le quartier Bourse - Esplanade - Krutenau, qui va du no 6, place d'Austerlitz au no 6, place de Zurich. 

## Toponymie
La voie a porté successivement différents noms, en français ou en allemand : rue Salpêtrière (1750), rue des Orphelins (1792), ruelle de l'Adoption (1794), rue du 23 Thermidor (1794), rue des Orphelins (1817), Waisengasse (1872), rue des Orphelins (1920),  Waisengasse (1940), rue des Orphelins (1945).
Le nom de la rue, de même que celui de la rue du Fossé-des-Orphelins et de la place des Orphelins, fait référence à un hospice d'orphelins fondé au moment de la Réforme sur l'emplacement d'un ancien asile qui se trouvait dans l'actuelle rue Sainte-Madeleine (Utengasse).

## Histoire

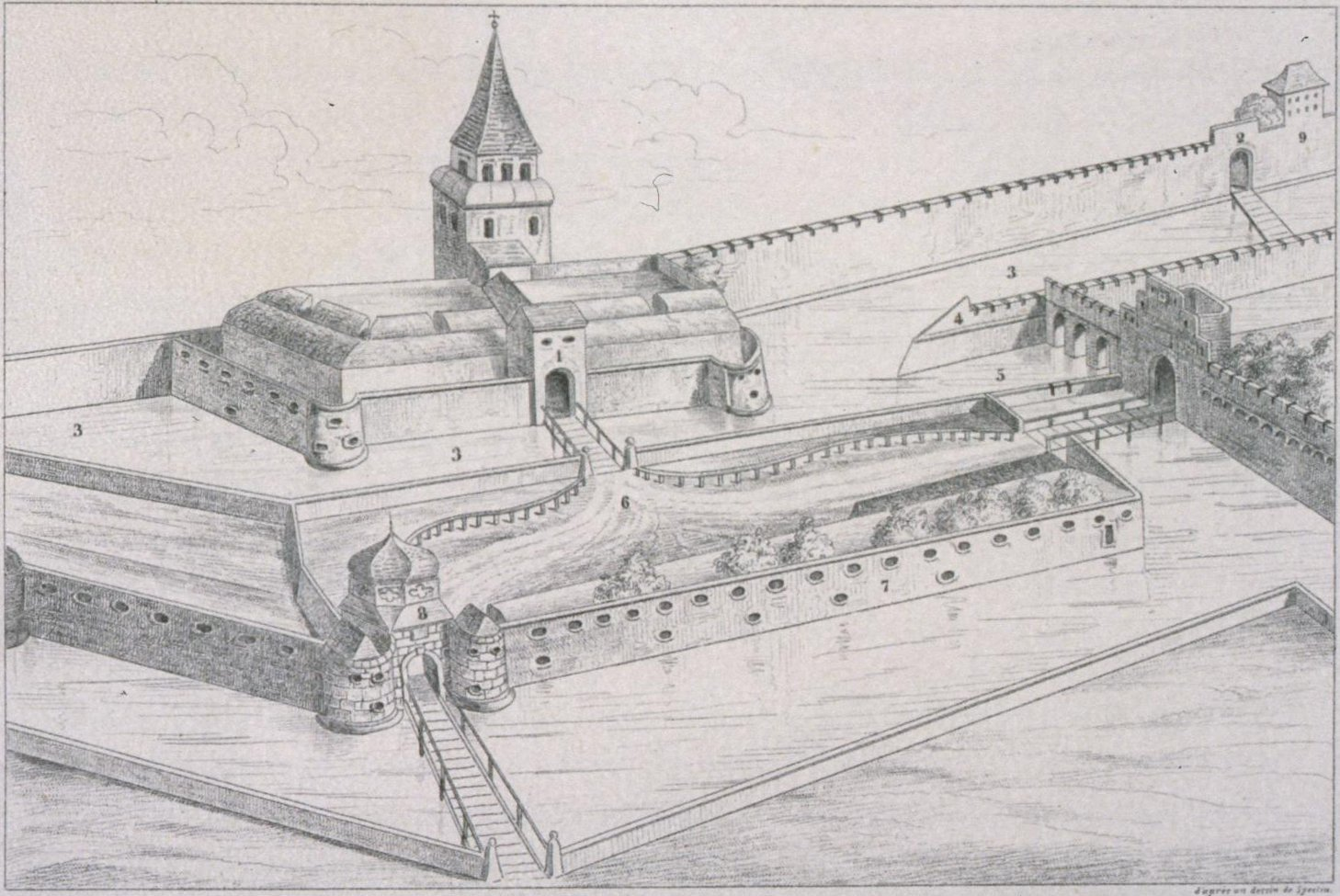
Rue des Orphelins [4, 5].

La rue suit le tracé du canal qui longeait le rempart entre l'entrée de la ville et le canal du Rhin, où se trouve l'actuelle place de Zurich. Cette partie du canal se trouvait à l'intérieur de l'enceinte fortifiée érigée autour de la Krutenau au début du XVe siècle. 
Le côté sud de la rue a d'abord été occupé par le couvent Sainte-Catherine. Au XVIe siècle il a été remplacé par l'orphelinat, puis au XIXe siècle par des casernes, qui ont elles-mêmes été détruites au début du XXe siècle.
À l'est de la rue s'étend le « quartier suisse », une appellation qui fait référence au nom de ses rues (Berne, Genève, Lausanne, Lucerne, Soleure, etc.). Cette extension urbaine de la Neustadt est intervenue à la suite de la démolition en 1909 de la caserne d'artillerie et de la fortification.

## Bâtiments remarquables
- no 23 : Frédéric Lix, peintre, illustrateur et lithographe, naît dans cette maison en 1830.
La demeure abrite également, le 29 octobre 1836, le futur Napoléon III qui y prépare la tentative de soulèvement du lendemain contre le roi Louis-Philippe[5].

- no 25 : Également connue sous le nom de « Villa Saint Frères » – du nom des établissements Saint Frères, une entreprise textile spécialisée dans le tissage de la toile de jute – cette grande bâtisse avec corps de bâtiments en forme de U, est construite en 1733 pour le tonnelier Jean Jacques Demuth, qui y ouvre l’auberge aux Quatre-Vents (zu den Vier Winden[6]). La villa a été réhabilitée en 1982[7].

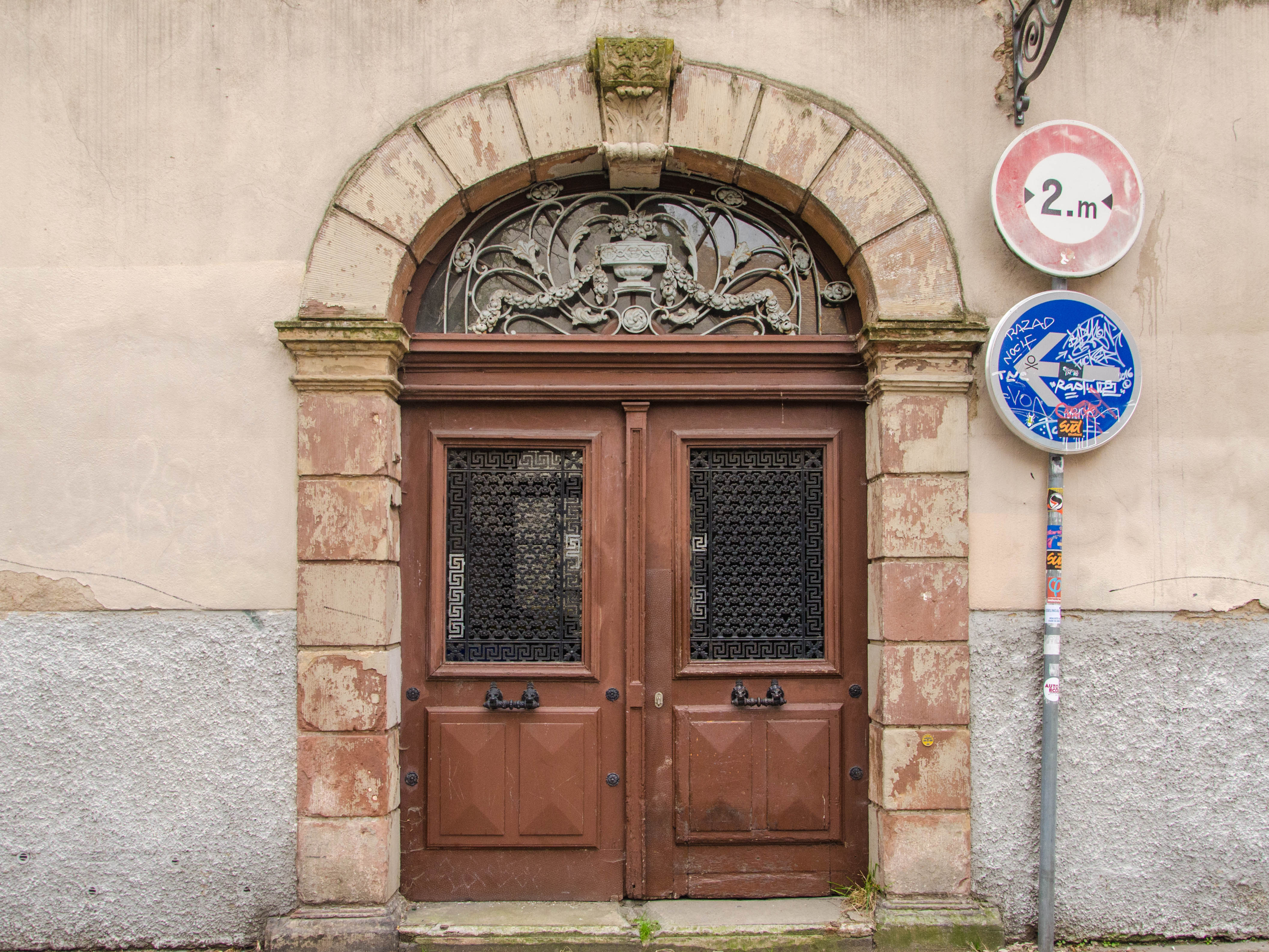
Porte arrière du no 23, donnant sur la rue du Fossé-des-Orphelins.
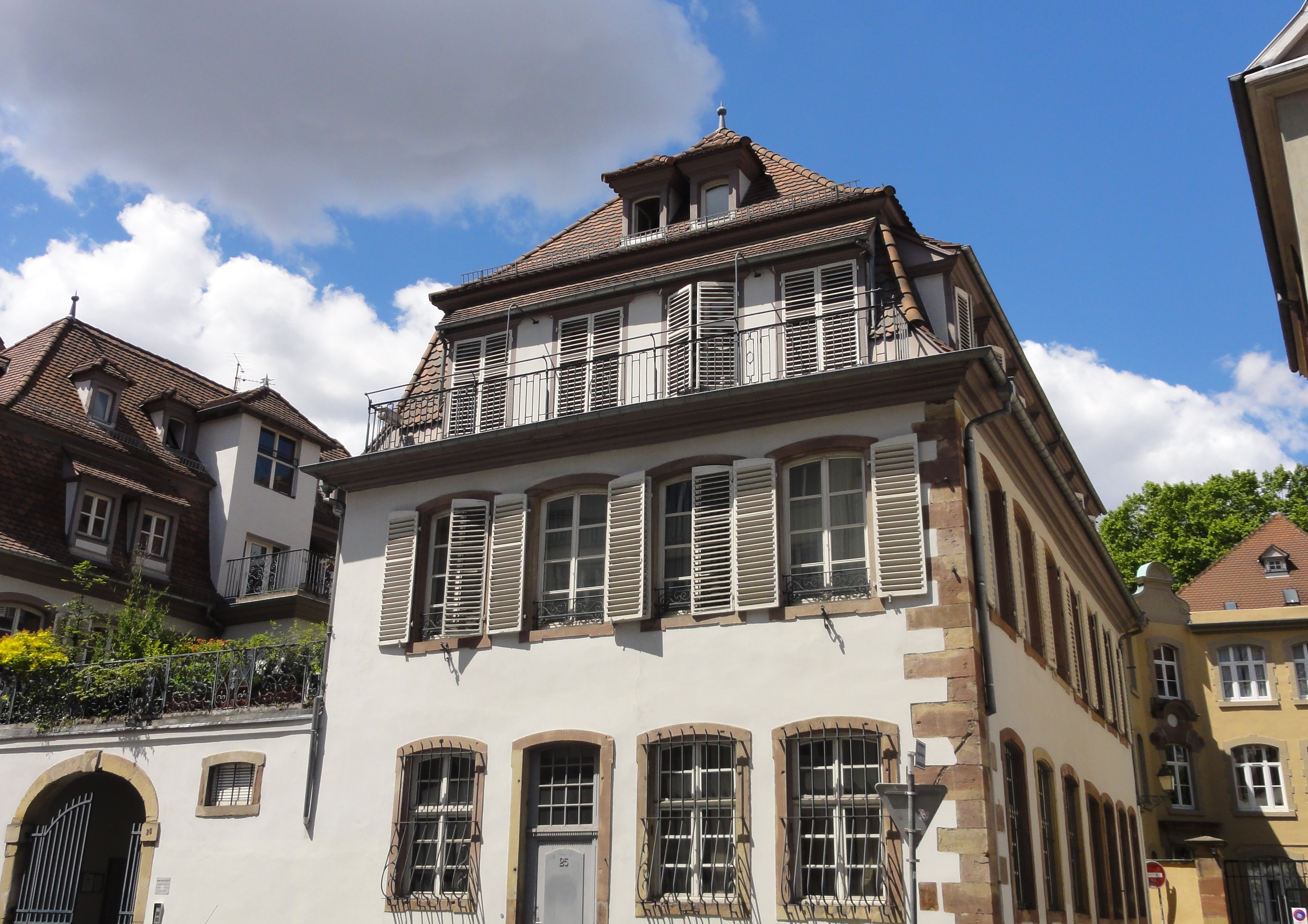
La villa Saint Frères au no 25.